# الحنكة (المحويت)

تعديل مصدري - تعديل

الحنكة هي إحدى قرى عزلة المجاديل بمديرية المحويت التابعة لمحافظة المحويت، بلغ تعداد سكانها 183 نسمة حسب تعداد اليمن لعام 2004.